# Dazzle Ships
Dazzle Ships è il quarto album del gruppo britannico Orchestral Manoeuvres in the Dark (OMD), pubblicato nel 1983. Il titolo dell'album, il brano omonimo e il disegno della copertina furono ispirati da un quadro dell'artista britannico Edward Wadsworth intitolato Dazzle Ships In Drydock At Liverpool (1919). La nave figurata è rivestita da un particolare camuffamento usato sulle navi britanniche durante la Prima Guerra Mondiale e per una parte della Seconda Guerra Mondiale. Il camuffamento dazzle ('abbaglio'), fatto per lo più di linee e forme geometriche, serviva a confondere il nemico nello stimare le distanze in mare. La copertina dell'album riprende tale disegno, mentre il brano omonimo consiste in suoni creati da navi in situazione di guerra.
Altri brani affrontano il tema della politica internazionale (International, Silent Running) e altri le scoperte scientifiche ed invenzioni (Genetic Engineering, Telegraph, The Romance of the Telescope, Radio Waves) talvolta in stile synth-pop o come ballata. Viene fatto grande uso di sperimentazioni sonore e tecniche di musique concrète utilizzando voci e suoni pre-registrati, sintetizzatori e il campionatore. Fra gli strumenti anche una macchina da scrivere ed il giocattolo Speak and Spell.
Due brani dell'album erano già stati pubblicati in precedenza come lato B di singoli: The Romance of the Telescope (Joan of Arc, 1981) e Of All The Things We've Made (Maid of Orleans, versione 12", 1982).

## Pubblicazione
Dopo il successo dell'album precedente Architecture & Morality, la sperimentazione di Dazzle Ships ha allontanato il pubblico e fu un vero e proprio flop commerciale vendendo solo trecentomila copie, rispetto ai tre milioni del suo predecessore.
Il 3 marzo 2008, in concomitanza con il venticinquesimo anniversario dell'uscita dell'album, viene pubblicata un'edizione rimasterizzata con aggiunte alcune tracce inedite, lato B, e remix.

## Esecuzioni dal vivo
La pubblicazione dell'album nella primavera del 1983 fu seguito da un tour con varie date nel Regno Unito, Nordeuropa, Francia e Spagna .
Il 1 e 2 novembre 2014 il gruppo ha tenuto due concerti al Museum of Liverpool per ricordare l'album. La band era composta di McCluskey, Humphreys e Cooper, con l'aggiunta di "Winston" il loro registratore multitraccia utilizzato durante i primi live del duo all'inizio della carriera. Due brani International e 4-Neu sono stati eseguiti dal vivo per la prima volta. Le performance furono in seguito pubblicate in CD e DVD sotto il titolo Dazzle Ships at The Museum of Liverpool .
Il 9 maggio 2016 il gruppo ha eseguito un concerto alla Royal Albert Hall di Londra con la performance di Dazzle Ships ed l'album precedente Architecture & Morality dal vivo. Nella scaletta anche Silent Running e This is Helena, brani da Dazzle Ships ancora inediti in un'esecuzione live.

## Tracce
Lato A
Testi e musiche di OMD tranne dove indicato.
1. Radio Prague – 1:18
2. Genetic Engineering – 3:37
3. ABC Auto-Industry – 2:06
4. Telegraph – 2:57
5. This Is Helena – 1:58
6. International – 4:25

Lato B
1. Dazzle Ships (Parts II, III & VII) – 2:21
2. The Romance of the Telescope – 3:27
3. Silent Running – 3:34
4. Radio Waves – 3:45 (OMD, John Floyd)
5. Time Zones – 1:49
6. Of All The Things We've Made – 3:27

Bonus track edizione 2008
1. Telegraph (The Manor Version 1981) – 3:25 – inedito
2. 4-Neu – 3:34
3. Genetic Engineering (312MM Version) – 5:12
4. 66 and Fading – 6:33
5. Telegraph (Extended Version) – 5:38
6. Swiss Radio International – 1:03 – inedito

## Formazione
- Paul Humphreys – percussioni, tastiere, voce
- Andy McCluskey – chitarra, tastiere, voce
- Martin Cooper – sassofono
- Malcolm Holmes – batteria